# Final de la Eurocopa 1992

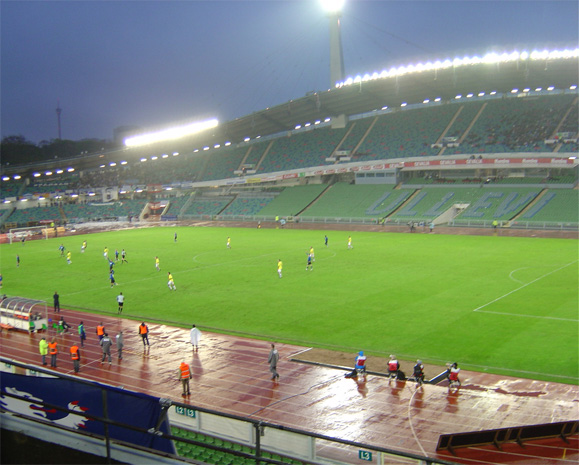
Estadio Nya Ullevi

La final de la Eurocopa 1992 fue disputada el 26 de junio de 1992, en el Nya Ullevi de Gotemburgo, Suecia. Los dos ganadores de los partidos de semifinales, Alemania y Dinamarca, se enfrentaron en un único partido de 90.minutos. Previamente se realizó la ceremonia de clausura del evento. En la primera parte Dinamarca marcó en el minuto 18' gracias a Jensen. En la segunda parte Dinamarca marcó el segundo gol de Vilfort en el 78'. La sorprendente selección de Dinamarca se coronó así por primera vez como campeona de la Eurocopa, rompiendo una sequía de 60 años sin ganar una Eurocopa.
| 26 de junio de 1992, 20:00 | Dinamarca                | 2:0 (1:0) | Alemania | Nya Ullevi, Gotemburgo                                           |                                                                  |
|                            | Jensen 18' · Vilfort 78' |           |          | Asistencia: 37.800 espectadores Árbitro(s): Bruno Galler (Suiza) | Asistencia: 37.800 espectadores Árbitro(s): Bruno Galler (Suiza) |

| 1          | POR        | Peter Schmeichel       |     |
| 4          | DEF        | Lars Olsen             |     |
| 12         | DEF        | Torben Piechnik        |     |
| 3          | DEF        | Kent Nielsen           |     |
| 2          | DEF        | John Sivebæk           | 66' |
| 6          | DEF        | Kim Christofte         |     |
| 7          | MED        | John Jensen            |     |
| 18         | MED        | Kim Vilfort            |     |
| 13         | MED        | Henrik Larsen          |     |
| 11         | DEL        | Brian Laudrup          |     |
| 9          | DEL        | Flemming Povlsen       |     |
| Entrenador | Entrenador | Richard Møller Nielsen |     |

| 1          | POR        | Bodo Illgner      |     |
| 6          | DEF        | Guido Buchwald    |     |
| 4          | DEF        | Jürgen Kohler     |     |
| 14         | DEF        | Thomas Helmer     |     |
| 2          | DEF        | Stefan Reuter     |     |
| 3          | DEF        | Andreas Brehme    |     |
| 16         | MED        | Matthias Sammer   | 46' |
| 17         | MED        | Stefan Effenberg  | 80' |
| 8          | MED        | Thomas Häßler     |     |
| 11         | DEL        | Karl-Heinz Riedle |     |
| 18         | DEL        | Jürgen Klinsmann  |     |
| Entrenador | Entrenador | Berti Vogts       |     |

| 17 | DEF | Claus Christiansen | 66' |

| 10 | MED | Thomas Doll  | 46' |
| 13 | DEL | Andreas Thom | 80' |

| Anotado | 18' | John Jensen | 1–0 |
| Anotado | 78' | Kim Vilfort | 2–0 |

| Amonestado | 32' | Torben Piechnik |

| Amonestado | 35' | Stefan Effenberg |
| Amonestado | 39' | Thomas Häßler    |
| Amonestado | 55' | Stefan Reuter    |
| Amonestado | 83' | Thomas Doll      |
| Amonestado | 88' | Jürgen Klinsmann |

| 1          | POR        | Peter Schmeichel       |     |
| 4          | DEF        | Lars Olsen             |     |
| 12         | DEF        | Torben Piechnik        |     |
| 3          | DEF        | Kent Nielsen           |     |
| 2          | DEF        | John Sivebæk           | 66' |
| 6          | DEF        | Kim Christofte         |     |
| 7          | MED        | John Jensen            |     |
| 18         | MED        | Kim Vilfort            |     |
| 13         | MED        | Henrik Larsen          |     |
| 11         | DEL        | Brian Laudrup          |     |
| 9          | DEL        | Flemming Povlsen       |     |
| Entrenador | Entrenador | Richard Møller Nielsen |     |

| 1          | POR        | Bodo Illgner      |     |
| 6          | DEF        | Guido Buchwald    |     |
| 4          | DEF        | Jürgen Kohler     |     |
| 14         | DEF        | Thomas Helmer     |     |
| 2          | DEF        | Stefan Reuter     |     |
| 3          | DEF        | Andreas Brehme    |     |
| 16         | MED        | Matthias Sammer   | 46' |
| 17         | MED        | Stefan Effenberg  | 80' |
| 8          | MED        | Thomas Häßler     |     |
| 11         | DEL        | Karl-Heinz Riedle |     |
| 18         | DEL        | Jürgen Klinsmann  |     |
| Entrenador | Entrenador | Berti Vogts       |     |

| 17 | DEF | Claus Christiansen | 66' |

| 10 | MED | Thomas Doll  | 46' |
| 13 | DEL | Andreas Thom | 80' |

| Anotado | 18' | John Jensen | 1–0 |
| Anotado | 78' | Kim Vilfort | 2–0 |

| Amonestado | 32' | Torben Piechnik |

| Amonestado | 35' | Stefan Effenberg |
| Amonestado | 39' | Thomas Häßler    |
| Amonestado | 55' | Stefan Reuter    |
| Amonestado | 83' | Thomas Doll      |
| Amonestado | 88' | Jürgen Klinsmann |

|                      |
| Bandera de Dinamarca |
| Campeón Dinamarca    |
| 1.º Título           |